# Neurolyga xylophila
Neurolyga xylophila är en tvåvingeart som först beskrevs av Edwards 1938.  Neurolyga xylophila ingår i släktet Neurolyga och familjen gallmyggor.
Artens utbredningsområde är Minnesota. Inga underarter finns listade i Catalogue of Life.